# Megazostrodontidae
Famille
Les Megazostrodontidae sont une famille éteinte de Mammaliaformes de l'ordre des Morganucodonta (en). Elle compte quatre genres décrits à ce jour.

## Historique
La famille des Megazostrodontidae a été créée en 1986 par le paléontologue sud-africain Chris E. Gow (d),.

## Chronologie
Les Megazostrodontidae étaient présents au Trias supérieur et au Jurassique.

## Description
L'endocrâne de Megazostrodon est très différent de celui de Morganucodon, représentant de la famille sœur des Morganucodontidae au sein des Morganucodonta (en). La forme de l'os pétreux, les différences au niveau des cuspides des molaires supérieures, la mandibule de Megazostrodon avec ses processus angulaire et pseudoangulaire justifiaient en 1986 selon Chris Gow de distinguer les Megazostrodontidae des Morganucodontidae. 

## Liste des genres
Selon BioLib (1 novembre 2021) :
- † Megazostrodon Crompton & Jenkins, 1968
- † Wareolestes Freeman, 1979
- † Brachyzostrodon Sigogneau-Russell, 1983
- † Indotherium Yadagiri, 1984

## Publication originale
- (en) C. E. Gow, « A new skull of Megazostrodon (Mammalia, Triconodonta) from the Elliot Formation (Lower Jurassic) of Southern Africa », Palaeontologia Africana, vol. 26, no 2,‎ 30 juin 1986, p. 13-23 (ISSN 0078-8554 et 2410-4418, lire en ligne).